# Theridion mendozae
Theridion mendozae är en spindelart som beskrevs av Lucien Berland 1933. Theridion mendozae ingår i släktet Theridion och familjen klotspindlar. Inga underarter finns listade i Catalogue of Life.